# Satz von Denjoy-Riesz

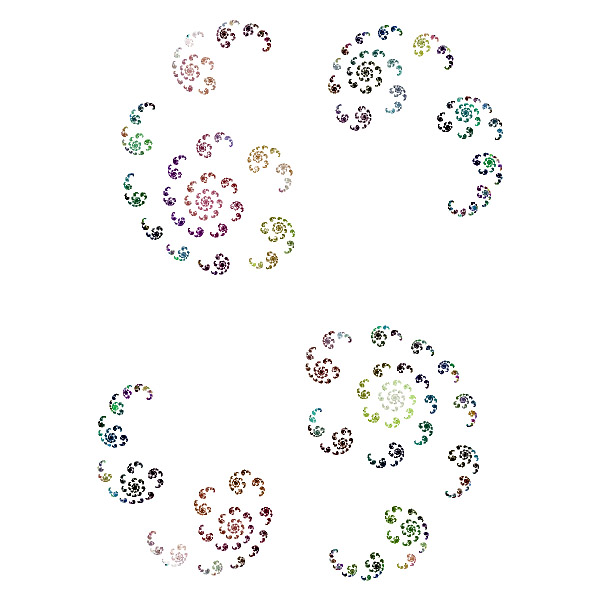
Eine total unzusammenhängende Menge, die nach dem Satz von Denjoy-Riesz durch eine Jordan-Kurve überdeckt werden kann.

Der Satz von Denjoy-Riesz ist ein Lehrsatz der Mathematik.
Er besagt, dass jede kompakte, null-dimensionale (d. h. total unzusammenhängende) Teilmenge {\displaystyle A\subset \mathbb {R} ^{2}} der Ebene von einer offenen Jordan-Kurve überdeckt werden kann, d. h. sie ist eine Teilmenge des Bildes einer stetigen Abbildung {\displaystyle w\colon \left[0,1\right]\to \mathbb {R} ^{2}}.
Der Satz ist nach den Mathematikern Frigyes Riesz und Arnaud Denjoy benannt.
Eine Verallgemeinerung ist der Satz von Moore-Kline: Eine kompakte Menge {\displaystyle A\subset \mathbb {R} ^{2}} kann genau dann von einer Jordan-Kurve überdeckt werden, wenn jede Komponente von {\displaystyle A} ein Punkt oder eine offene Jordan-Kurve {\displaystyle J} ist mit der Eigenschaft, dass höchstens die Endpunkte von {\displaystyle J} Häufungspunkte von {\displaystyle A\setminus J} sein können.